# 探偵オペラ ミルキィホームズ 明智小衣の取調室
『探偵オペラ ミルキィホームズ 明智小衣の取調室』は、2010年10月から2011年4月まで文化放送にて放送していた日本のラジオ番組。『探偵オペラ ミルキィホームズ』のスピンオフ番組である。

## 概要
南條愛乃が、パーソナリティとして出演するトーク番組である。毎回、一人のゲストを招き、南條とのトークを繰り広げるという形式である。

## 番組内容
番組のコンセプトについて、パーソナリティを務める南條は「毎週ゲストに（『〜ミルキィホームズ』に出演する）キャストのどなたかをお迎えして色々取り調べしちゃおう☆という番組」だと語っている。橘田いずみや佐々木未来のような若手声優をゲストに招くことが多い。また、新谷良子や明坂聡美のように3週にわたって出演するゲストもいる。現在、新谷と明坂が最多出演ゲストである。
当番組は、文化放送『A&G 超RADIO SHOW〜アニスパ!〜』の番組内番組として、2日先行で放送された。

## パーソナリティ
- 南條愛乃

## ゲスト
ナンバーは、放送回をあらわす。
1. 橘田いずみ
2. 橘田いずみ
3. 新谷良子
4. 新谷良子
5. 新谷良子
6. 明坂聡美
7. 明坂聡美
8. 明坂聡美
9. 佐々木未来
10. 佐々木未来
11. 佐々木未来
12. 沢城みゆき
13. 沢城みゆき
14. 沢城みゆき
15. 三森すずこ
16. 三森すずこ
17. 三森すずこ
18. 寺島拓篤
19. 寺島拓篤
20. 寺島拓篤
21. 下野紘
22. 下野紘
23. 下野紘
24. 岸尾だいすけ
25. 岸尾だいすけ